# Tyson Foods
Tyson Foods (Тайсон Фудз) — американська транснаціональна корпорація, що працює в харчовій промисловості. Компанія є другим найбільшим у світі переробником та продавцем курятини, яловичини та свинини після JBS S.A. і щорічно експортує найбільший відсоток яловичини зі Сполучених Штатів. Разом зі своїми дочірніми компаніями Tyson Foods володіє такими торговими марками як Jimmy Dean, Hillshire Farm, Sara Lee, Ball Park, Wright Brand, Aidells та State Fair. Tyson Foods посіла 80-те місце у списку Fortune 500 найбільших корпорацій США за 2018 рік за загальним доходом.